# Північно-Вельська прибережна залізниця
53°17′32″ пн. ш. 3°38′59″ зх. д. / 53.2922° пн. ш. 3.64972° зх. д.
Північно-Вельська прибережна залізниця (англ. North Wales Coast Line) — залізниця європейської колії, що сполучає англійський Кру з валлійським Голігедом, більша частина якої проходить по території Північного Уельсу. Відкрита для руху в 1850 р, зараз належить «Network Rail» та є під орудою «Arriva Trains Wales» та «Virgin Trains».

## Історія[2]
.
Першу дільницю залізниці — між Кру і Честером — було побудовано «Залізницею Честер — Кру», яку незадовго до відкриття в 1840 р поглинула «Залізниця Гранд-Джанкшан». Другу дільницю — між Честером і Голігед — проклала «Залізниця Честер — Голігед», щоб прискорити доставку пошти в Ірландію. Будівельні роботи були розпочаті 1 березня 1845 року після того, як в попередньому — 1844 — парламент прийняв відповідний Акт. Роботами керував Роберт Стефенсон, який обійняв посаду головного інженера. Він спорудив на лінії декілька мостів — міст через Менай, для будівництва якого довелося зупиняти судноплавство у Менайській протоці. 1 серпня 1848 р ірландська пошта була вперше доставлена поїздом.
В 1859 р лінія перейшла у власність «Лондонської і північно-західної залізниці» (LNWR), яка, володіючи значними коштами, розпочала рекламу залізничного сполучення з відомими приморськими курортами: Лландидно, Ріл і Конвін-Бей. При цьому на значному числі дільниць поклали чотири колії замість двох, станції перебудували, пристосувавши їх до щільнішого руху, а частину переїздів замінили проїзними мостами.
В 1921 р, коли залізничні компанії зазнавали труднощів після Першої світової війни і уряд Великої Британії вирішив їх об'єднати в більші, але менш численні підприємства, лінія перейшла у власність London, Midland and Scottish Railway. У складі останньої вона без істотних змін пережила роки Великої депресії і Другої світової війни, а в 1948 р дорогу разом з іншими британськими залізницями націоналізували. З 1955 р, після прийняття «Плану модернізації залізниць», на лінії почали з'являтися дизель-поїзда, але швидкохідні паровози продовжували виконувати основну роботу аж до 1968 р
На початку 1960-х рр. «Сокира Бічінга» відкраяла від залізниці майже всі другорядні гілки за винятком однієї: від Лландидно до Блайнай-Фестініога. На головному ж напрямку було закрито багато станцій, частина з яких довелося відкривати заново, як, наприклад, вокзал у місті Конві. Пасажири, які раніше використовували потяги, щоб добиратися до курортів, пересіли на автомобілі, і основний дохід став приносити транзитний рух між Ірландією і Англією. Залізницю перевели згідно з планом модернізації на тепловозну тягу: введено в експлуатацію дизель-електричні BRC 40 і BRC 37, — а чотириколійні дільниці зробили двоколійними.
В середині 1980-х рр. уряд реконструював шосе A55, що прямувало паралельно залізниці, і вантажні автомобілі відібрали у потягів значну частину контейнерних перевезень. В цей же час більшу частину поїздів оголосили регіональними і ввели для них режим жорсткої економії. Залізниці довелося закупити і вивести на лінію невеликі і економічні двовагонні дизель-поїзда BRC 150 «Sprinter» та BRC 142 «Pacer».
В 1994 вся залізнична мережа Великої Британії перейшла у власність компанії «Railtrack plc», пізніше купленої «Network Rail». Вантажні тепловози і вагони були продані американській «Центральній залізниці Вісконсіна», а на додаток до регіональних поїздів по лінії пустили швидкісний InterCity 125 до Лондона. Пасажирський рух передали компаніям-операторам, з яких до 2003 року залишилося дві: «Arriva Trains Wales» і «Virgin Trains».

## Маршрут[3]

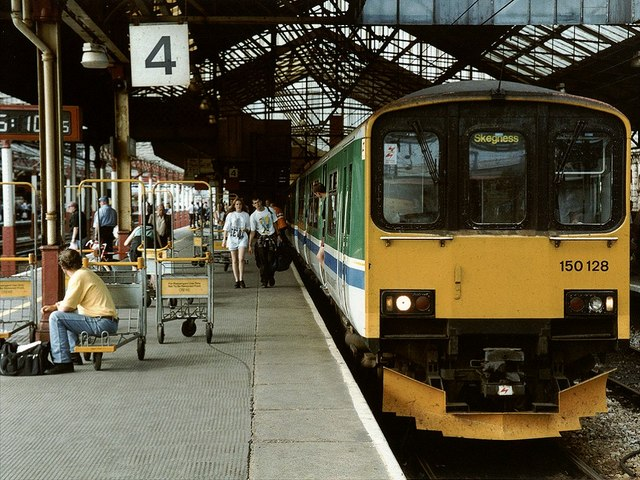
Кру.

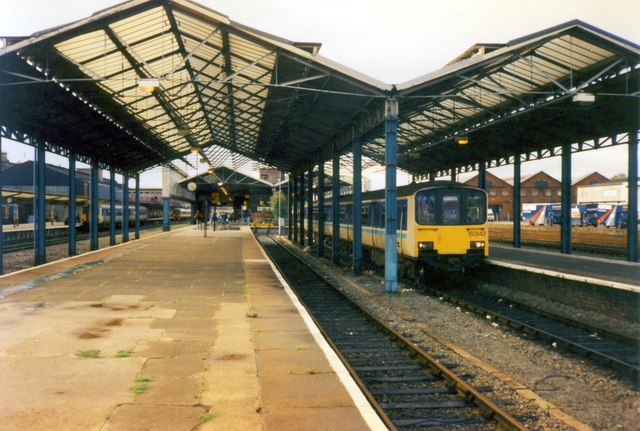
Честер.

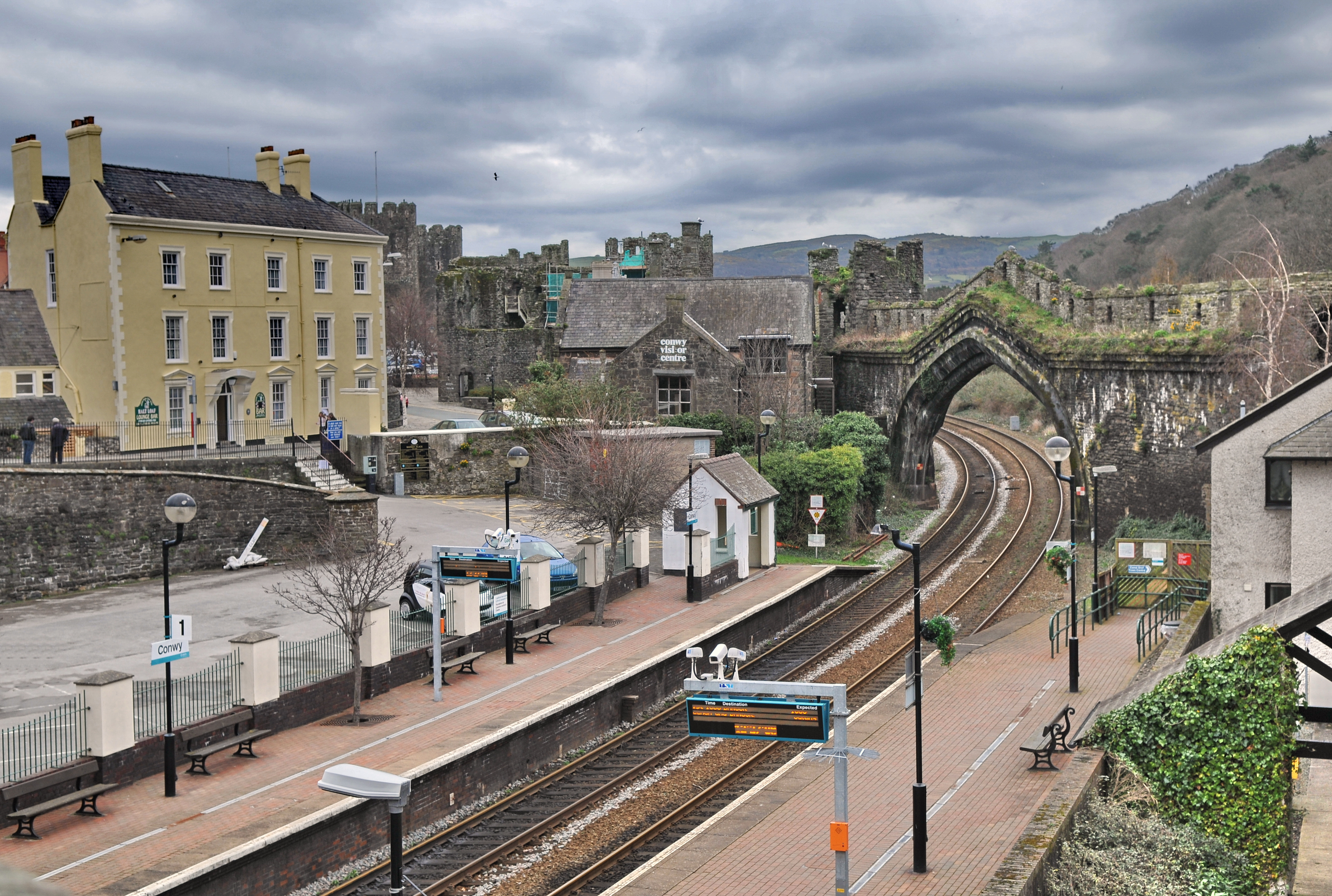
Конві.

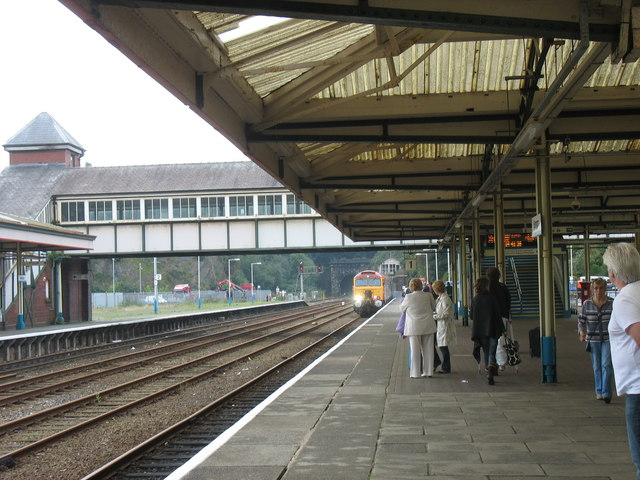
Бангор.

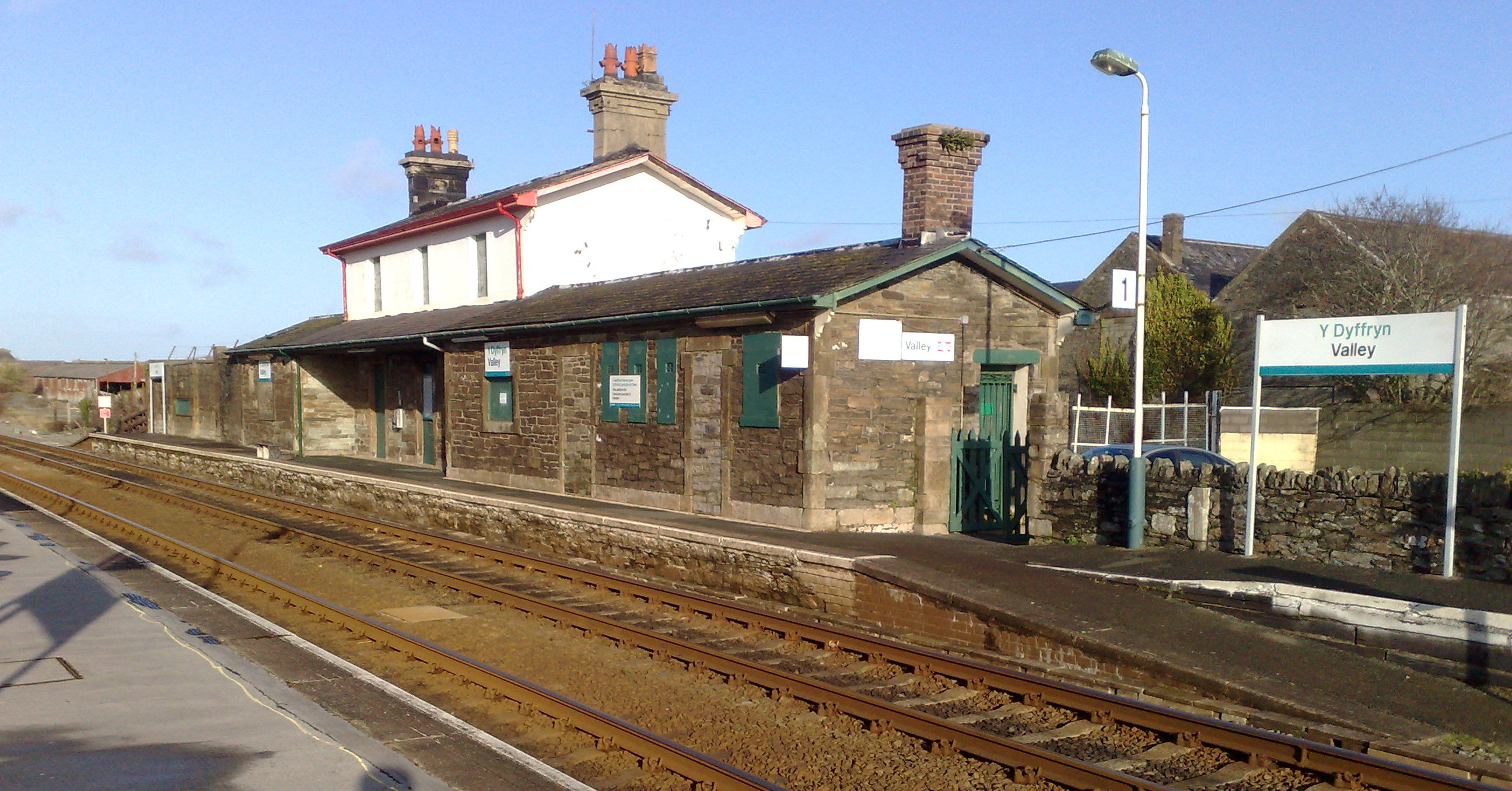
Веллі.

- Кру — так зване «залізничне селище[en]», що утворився в 1843 р біля однойменної вузлової станції, побудованої в 1837 р
- Замок у Бістоні. Тут станція, відкрита 1 жовтня 1840, перестала функціонувати 18 квітня 1966. Збереглися залишки перону і сигнальна будка.
- Честер — вузлова станція. Сполучення з «Залізниця Шрусбері — Честер[en]» та «лінія Віррал[en]».
- Чотириколійний міст через Ді.
- Прикордонна лінія між Англією і Уельсом.
- Шоттон — вузлова станція. Перетин з «Borderlands line[en]».
- Флінт відомий своїм замком. В 2002 р станція «Флінт» оголошена «кращою у Сполученому Королівстві».[4]
- Престатін — курорт. Станція відкрита в 1848.
- Ріл — курорт. У місті розташовується «Рільська мініатюрна залізниця».
- Абергіл і Пенсерн — станція, відкрита 1 травня 1848. В 1868 поблизу неї відбулося зіткнення двох поїздів, який забрав 30 життів. Неподалік від станції розташовується замок Гуріх[en].
- Колвін-Бей — курорт і станція, відкрита в 1849.
- Лландидно-Джанкшн — вузлова станція, відкрита в 1858 р Перетин із « Залізницею Конвінської долини[en]» — залізницею, яка веде на півночі до Лландидно, на півдні — Блайнай-Фестініогу з його вузькоколійною залізницею[en].
- Залізничний міст через Конві, споруджений в 1849 р Робертом Стефенсоном. Розташована поруч із замком Конві, як і паралельні: автомобільний міст та Підвісний міст Конві.
- Конві — місто, станція в якому, побудована в 1848, була закрита 14 лютого 1866 року і знову відкрито 29 червня 1987.[5]
- * Пенмайнмаур — від станції відходить під'їзна колія до гранітної каменоломні. У серпні 1950 року тут сталася катастрофа двох поїздів: вантажного, колишнього у маневровій роботі, і поштового експреса з Голігеду.[6]
- Лланвайрвехан — зупинка на вимогу.
- Бангор — станція, що знаходиться між двома тунелями, пробитими в Бангорского горах. Відкрита в 1848 р
- Міст Британія, побудований в 1850 р Робертом Стефенсоном через протоку Менай.
- Лланвайрпулл — станція з дуже довгою офіційною назвою: « Llanfairpwllgwyngyll-gogerychwyrndrobwll-llantysilio-gogogoch».
- Гайруен (валл. Gaerwen) — закрита для пасажирів в 1966 станція, де до головної колії примикала нині не робоча, але не розібрана «Центральна залізниця Англсі[en]».
- Бодорган — зупинка на вимогу. При відкритті у жовтні 1849 називалася «Тревдрайт».
- Ті-Кройс — зупинка на вимогу.
- Роснейгр — зупинка на вимогу. Відкрита 1 травня 1907.
- Веллі — зупинка на вимогу. Обслуговує авіабазу «RAF Valley» — військову частину аеропорту Англсі. В 1962 р на станції були влаштовані запасні колії для перевантаження у вагони відпрацьованого палива з АЕС Вілва, а в 1989 — поворотний круг для паровозів.
- Голігед — кінцева станція. Побудована в 1848 р, перебудована в 1851 р Розташована в порту і обслуговує паромну переправу між Великої Британією та Ірландією.